# Wüstmark
Wüstmark ist ein Stadtteil der mecklenburg-vorpommerschen Landeshauptstadt Schwerin mit 610 Einwohnern (Stand: Sep. 2017) und einer Fläche von 563 Hektar. Neben dem ursprünglichen Ortskern mit peripherer Neubebauung ist Wüstmark vor allem durch seine Industrie- und Gewerbegebiete geprägt.

## Geografie
Der Stadtteil liegt im Südwesten des Stadtgebiets. Er grenzt im Norden an die Stadtteile Görries und Krebsförden, im Osten an den Stadtteil Göhrener Tannen, im Süden an die Gemeinde Holthusen und im Westen an die Gemeinde Pampow im Landkreis Ludwigslust-Parchim.
Der ursprüngliche Ortskern Wüstmarks mit Dorfteich sowie das Eigenheimgebiet Wiesenhof befinden sich im Norden der Gemarkung. Südlich davon schließen sich die drei Gewerbegebiete Wüstmark (ehemals Schwerin-Süd), Am Fährweg und Babenkoppel an. Im Süden liegt der zum Stadtteil gehörende Wohnplatz Neu Pampow. Im Nordosten befindet sich das 16 Hektar große Naturschutzgebiet Kiesgrube Wüstmark. Die Unterschutzstellung des von 1960 bis 1980 zum Kiesabbau genutzten Areals mit kleinem Kiessee und kargen Böden erfolgte am 1. Oktober 1990.

## Geschichte
Wüstmark wurde 1356 erstmals in einer Pfandurkunde als Wustemarke erwähnt, der Name steht dabei für „wüstes oder leeres Land/Gebiet“. Von 1530 bis 1628 befand sich das Dorf abwechselnd in Besitz der Herren von Raven und von Halberstadt und war danach, wie bereits zuvor, Domanialdorf.

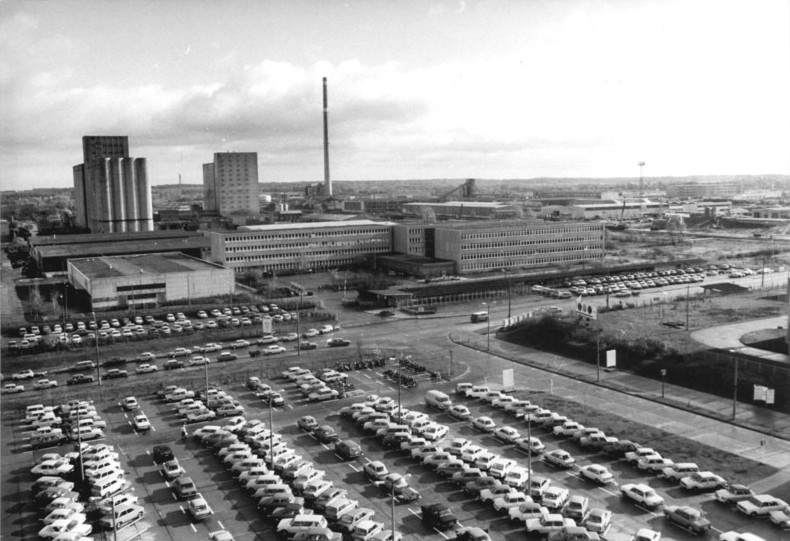
Industriegebiet Schwerin-Süd und Schornstein des Heizwerkes im Hintergrund (1987)

Am 1. Januar 1970 wurde die bis dahin eigenständige Gemeinde in die damalige Bezirkshauptstadt Schwerin eingemeindet. Zwischen 1973 und 1976 errichtete man ein Ölheizwerk mit 180 Meter hohem Schornstein, der nach einem Sendemast beim Schweriner Fernsehturm das zweithöchste Bauwerk Schwerins ist. Zweck des Heizwerkes war die Fernwärmeversorgung von 8000 Haushalten des Wohngebietes Großer Dreesch und von 16 Betrieben des Industriegebietes Schwerin-Süd. Das Wachsen des Industriegebietes und die zunehmende Verschmutzung der Schweriner Seen machte den Bau einer neuen Kläranlage im Nordosten Wüstmarks erforderlich, die 1974 fertiggestellt wurde und bis heute existiert.
2002 entstand das neue Baugebiet Wiesenhof. Dadurch stieg die Einwohnerzahl von 471 im Jahr 2001 auf 665 im Jahr 2007. Ebenfalls 2002 wurde der zuvor über Jahrzehnte ausgetrocknete Dorfteich saniert.

## Sehenswürdigkeiten
Im Ortskern nahe dem Dorfteich befindet sich ein Gedenkstein für die Gefallenen des Ersten Weltkrieges.

## Wirtschaft und Infrastruktur
In den Gewerbegebieten sind sowohl Industrie wie auch Handel ansässig. Die Handwerkskammer unterhält hier ein Bildungszentrum. Im Heizkraftwerk Schwerin-Süd und in der 2007 in Betrieb genommenen Biogasanlage erzeugen die Schweriner Stadtwerke Strom und Fernwärme für die Versorgung der Stadt.
Verkehrsanbindung
Durch Wüstmark verläuft die nach Hagenow führende Bundesstraße 321, die seit Oktober 2005 mit der Führung als Umgehung südlich um Pampow hier durchgängig vierspurig ausgebaut ist. An der westlichen Grenze des Stadtteils liegt die Bahnstrecke Ludwigslust–Wismar mit ihrem Haltepunkt Schwerin Süd und dem Bahnhof Holthusen, der sich direkt am Südwestzipfel Wüstmarks befindet. Von dieser Strecke zweigt die Bahnstrecke Schwerin–Parchim ab, die fast durchgehend die nördliche Grenze des Stadtteils bildet und mit dem Haltepunkt Wüstmark eine Verkehrsanbindung bietet.
Das Nahverkehrsangebot wird abgerundet durch die Straßenbahnlinien 3 und 4, die Wüstmark mit der Innenstadt und dem Großen Dreesch verbinden. Die Endhaltestelle mit Wendeschleife befindet sich beim Wohnplatz Neu Pampow.